# 615 v.Chr.
Het jaar 615 v.Chr. is een jaartal volgens de christelijke jaartelling.

## Gebeurtenissen

### Assyrië
- Cyaxares II, koning van de Meden, verwoest Kalhu en het religieuze centrum van Assur.

### Griekenland
- Heniochides wordt benoemd tot archont van Athene.